# Caradrina bactriana
Caradrina bactriana är en fjärilsart som beskrevs av Charles Boursin 1968. Caradrina bactriana ingår i släktet Caradrina och familjen nattflyn. Inga underarter finns listade i Catalogue of Life.